# Raiffeisenbank München-Süd
Die Raiffeisenbank München-Süd eG ist eine deutsche Genossenschaftsbank in der Rechtsform einer eingetragenen Genossenschaft mit Sitz in München.

## Geschichte
Die am 14. November 1924 von 21 Einwohnern aus Forstenried, Solln und Neuried als Spar- und Darlehenskassenverein Forstenried bei München und Umgebung eGmuH in der ehemals selbstständigen Gemeinde Forstenried gegründete heutige Raiffeisenbank München-Süd eG gehört zum Genossenschaftsverband Bayern e.V. Sie hat bis heute ihre Eigenständigkeit bewahrt.
Im Laufe der Zeit wurde die Bank mehrmals umbenannt: 1935 in Spar- und Darlehenskassenverein München-Forstenried und Umgebung eGmbH, 1947 in Raiffeisenkasse München Forstenried eGmuH, 1956 in Raiffeisenbank München-Forstenried eGmbH, 1974 in Raiffeisenbank München-Forstenried eG und letztmals 1993 in Raiffeisenbank München-Süd eG.

## Rechtsverhältnisse
Die Raiffeisenbank München-Süd eG ist im Genossenschaftsregister beim Amtsgericht München unter GnR 999 eingetragen.

## Organisationsstruktur
Rechtsgrundlagen sind das Genossenschaftsgesetz und die durch die Vertreterversammlung beschlossene Satzung. Organe der Bank sind der Vorstand, der Aufsichtsrat und die Vertreterversammlung.

## Sicherungseinrichtung
Die Raiffeisenbank München-Süd eG ist der BVR Institutssicherung und der Sicherungseinrichtung des Bundesverbandes der Deutschen Volksbanken und Raiffeisenbanken angeschlossen.

## Geschäftsausrichtung
Die Raiffeisenbank München-Süd eG betreibt das Universalbankgeschäft. Im Verbundgeschäft arbeitet sie mit der DZ Bank, R+V Versicherung, Bausparkasse Schwäbisch Hall, Teambank, VR Leasing,  DZ Hyp und der Union Investment zusammen.

## Geschäftsgebiet
Das Geschäftsgebiet liegt im Süden von München sowie im angrenzenden Westen des Landkreises München.
An diesen Orten betreibt die Bank Filialen:
- Forstenried (Hauptstelle, jur. Sitz)
- Neuried (Geschäftsstelle)
- Fürstenried (Geschäftsstelle)
- Pullach im Isartal (Geschäftsstelle)

Ebenfalls in München mit sich angrenzendem Geschäftsgebiet sind die Genossenschaftsbank eG München und die Münchner Bank eG ansässig.